# Parapsammophila testaceipes
Parapsammophila testaceipes là một loài côn trùng cánh màng trong họ Sphecidae, thuộc chi Parapsammophila. Loài này được R. Turner miêu tả khoa học đầu tiên năm 1918.